# IC 3121
IC 3121 је галаксија у сазвјежђу Дјевица која се налази на листи објеката дубоког неба у Индекс каталогу.
Деклинација објекта је + 13° 15' 26" а ректасцензија 12h 18m 17,3s. Привидна величина (магнитуда) објекта IC 3121 износи 16,5 а фотографска магнитуда 17,3. IC 3121 је још познат и под ознакама 8ZW 178, , PGC 39512.